# Неверовское (Курганская область)
Неверовское — станица в Макушинском муниципальном округе Курганской области. Входит в состав Саратовского сельсовета.

## История
Поселок Неверовский возник в 1912 году в период Столыпинской аграрной реформы. Назван в честь героя Отечественной войны 1812 года генерал-лейтенанта Дмитрия Петровича Неверовского. До 1917 года в составе Куреинской волости Курганского уезда Тобольской губернии. По данным на 1926 год деревня Неверовка состояла из 51 хозяйства. В административном отношении входила в состав Малокуреинского сельсовета Лопатинского района Курганского округа Уральской области. С 1940 года, после образования Саратовского зерносовхоза, становиться Неверовским отделением совхоза.

## Население
| 1989 | 2002 | 2010 |
| ---- | ---- | ---- |
| 379  | ↘351 | ↘218 |

По данным переписи 1926 года на деревне проживало 259 человек (126 мужчин и 133 женщины), в том числе: украинцы составляли 93 % населения, русские — 7 %.